# Li Ang (insegnante di Go)
Li Ang (cinese semplificato: 李昂) (Pechino, 1º settembre 1981) è un insegnante cinese di Go.
Campione e maestro di Go (terzo dan), Li Ang, insieme a sua sorella Li Yue, è autore di 28 libri sul famoso gioco da tavolo. Nel corso degli anni ha allenato centinaia di giovanissimi giocatori di Go, tra i quali il più noto è Chen Yaoye, oltre che svariati giovani professionisti.
Dal 2004 Li Ang dà lezioni di Go via internet sul Kiseido Go Server con il nickname di Lyonweiqi. Di recente tiene dei workshop in Germania, in Svizzera, in Austria, e in Spagna.